# أناستاسيا برنكو
أناستاسيا برنكو مواليد 12 مارس 1993 في عشق آباد، هي لاعبة كرة مضرب تركمانية. أعلى تصنيف لها في الفردي كان المركز الـ 536 في سنة 2010.

## الزوجي (1–3)
| الحصيلة | الرقم | التاريخ        | الدورة            | الأرضية         | الشريك              | المنافسون                             | النقاط                 |
| ------- | ----- | -------------- | ----------------- | --------------- | ------------------- | ------------------------------------- | ---------------------- |
| الوصيف  | 1.    | 19 أبريل 2010  | ألماتي، كازاخستان | صلبة            | كسينيا ألكان        | باشكوفا إيجينيا ماريا زاركوفا         | 6–3, 6–7(9–11), [7–10] |
| الفوز   | 1.    | 28 مارس 2011   | ألماتي، كازاخستان | صلبة            | إيكاترينا ياشينا    | ناديزدا غورباشكوفا إيكاترينا بوشكارفا | 6–4, 7–5               |
| الوصيف  | 2.    | 25 يوليو 2011  | فرغانة، أوزبكستان | صلبة            | إليزافتا نمشينوف    | نيجينا أبدوريموفا ألبينا خابيبولينا   | 3–6, 3–6               |
| الوصيف  | 3.    | 12 سبتمبر 2011 | تبليسي، جورجيا    | ترابية فيكتوريا | فيكتوريا يميليانوفا | صوفيا كفاتسابيا تاتيا ميكادز          | 1–6, 3–6               |

## روابط خارجية
- أناستاسيا برنكو على موقع رابطة محترفات التنس (الإنجليزية)
- أناستاسيا برنكو على موقع الاتحاد الدولي لكرة المضرب (الإنجليزية)
- أناستاسيا برنكو على موقع كأس بيلي جين كينغ (الإنجليزية)
- أناستاسيا برنكو على موقع خلاصة التنس.كوم (الإنجليزية)